# Барон Клиффорд

Герб баронов Клиффорд

Барон Клиффорд (англ. Baron Clifford) — угасший дворянский титул в системе Пэрства Англии. Он был создан 17 февраля 1628 года для Генри Клиффорда (1591—1643), позднее 5-го графа Камберленда.

## История
Генри Клиффорд был единственным сыном Фрэнсиса Клиффорда, 4-го графа Камберленда (1559—1641). В 1641 году после смерти своего отца Генри унаследовал титул 5-го графа Камберленда. Генри Клиффорд заседал в Палате общин от Уэстморленда (1614—1622), а также занимал должности лорда-лейтенанта Камберленда (1607—1639), Нортумберленда (1607—1639) и Уэстморленда (1607—1642).
Ему наследовала его единственная дочь, леди Элизабет Клиффорд, 2-я баронесса Клиффорд (1612—1691). В 1634 году она вышла замуж за достопочтенного Ричарда Бойля, 1-го графа Берлингтона и 2-го графа Корка (1612—1698). В 1644 году для него был создан титул барона Клиффорда из Лейнсборо в системе Пэрства Англии. В 1691 году после смерти Элизабет баронский титул унаследовал её старший сын, Чарльз Бойль, 3-й барон Клиффорд и 3-й виконт Дангарван (1639—1694). Чарльз Бойль заседал в Палате общин Англии от Тамворта (1670—1679) и Йоркшира (1679—1689). Ещё в 1689 году он получил титул 2-го барона Клиффорда из Лейнсборо. После смерти Чарльза его титулы перешли к его старшему сыну, Чарльзу Бойлю (1660—1704). В 1694 году Чарльз Бойл унаследовал титулы 4-го барона Клиффорда, 4-го виконта Дангарвана и 3-го барона Клиффорда из Лейнсборо. В 1698 году после смерти своего деда, Ричарда Бойля, 1-го графа Берлингтона, Чарльз Бойль стал 2-м графом Бёрлингтоном. Чарльз Бойль заседал в Палате общин Англии от Эпплби (1690—1694), занимал должности лорда-казначея Ирландии (1695—1704) и лорда-лейтенанта Западного Йоркшира (1699—1704). Ему наследовал его единственный сын, Ричард Бойль, 3-й граф Бёрлингтон, 5-й барон Клиффорд (1694—1753). Он занимал посты лорда-казначея Ирландии (1715—1753), лорда-лейтенанта Западного Йоркшира (1715—1733) и капитана почётного корпуса джентльменов (1731—1734). После смерти Ричарда Бойля, 3-го графа Берлингтона, не оставившего после себя сыновей, титулы графа Берлингтона и барона Клиффорда из Лейнсборо прервались.
Баронский титул унаследовала его единственная выжившая дочь, Шарлотта Кавендиш, маркиза Хартингтон (1731—1754), ставшая 6-й баронессой Клиффорд. В 1748 году она стала женой Уильяма Кавендиша (1720—1764), будущего 4-го герцога Девонширского. Ей наследовал в 1754 году её старший сын, Уильям Кавендиш, 5-й герцог Девонширский и 7-й барон Клиффорд (1748—1811). Он занимал должности лорда-казначея Ирландии (1764—1793) и лорда-лейтенанта Дербишира (1781—1811). Его сменил его старший сын, Уильям Кавендиш, 6-й герцог Девонширский и 8-й барон Клиффорд (1790—1858). Он занимал посты лорда-камергера (1827—1828, 1830—1834) и лорда-лейтенанта графства Дербишир (1811—1858). В 1858 году после смерти неженатого и бездетного Уильяма Кавендиша, 6-го герцога Девонширского, герцогский титул перешёл к его кузену, Уильяму Кавендишу, 2-му графу Берлингтону, а титул барона Клиффорда прервался.

## Бароны Клиффорд (1628)
- Генри Клиффорд, 1-й барон Клиффорд, 5-й граф Камберленд (28 февраля 1591 — 11 декабря 1643), единственный сын Фрэнсиса Клиффорда, 4-го графа Камберленда (1559—1641)
- Элизабет Бойль, графиня Берлингтон и 2-я баронесса Клиффорд (18 сентября 1613 — 6 января 1691), единственная дочь предыдущего, жена Ричарда Бойля, 1-го графа Берлингтона (1612—1698)
- Чарльз Бойль, 3-й виконт Дангарван, 3-й барон Клиффорд (17 ноября 1639 — 12 октября 1694), старший сын предыдущих
- Чарльз Бойль, 4-й барон Клиффорд, 2-й граф Берлингтон, 3-й граф Корк (30 октября 1660 — 9 февраля 1704), старший сын предыдущего
- Ричард Бойль, 5-й барон Клиффорд, 3-й граф Берлингтон, 4-й граф Корк (25 апреля 1694 — 4 декабря 1753), единственный сын предыдущего
- Шарлотта Элизабет Кавендиш, 6-й баронессы Клиффорд (27 октября 1731 — 8 декабря 1754), младшая (третья) дочь предыдущего, жена Уильяма Кавендиша, 4-го герцога Девонширского (1720—1764)
- Уильям Кавендиш, 7-й барон Клиффорд, 5-й герцог Девонширский (14 декабря 1748 — 29 июля 1811), старший сын предыдущего
- Уильям Спенсер Кавендиш, 8-й барон Клиффорд, 6-й герцог Девонширский (1790—1858), единственный сын предыдущего от первого брака с Джорджианой Спенсер.